# St. Josef (Ingolstadt)

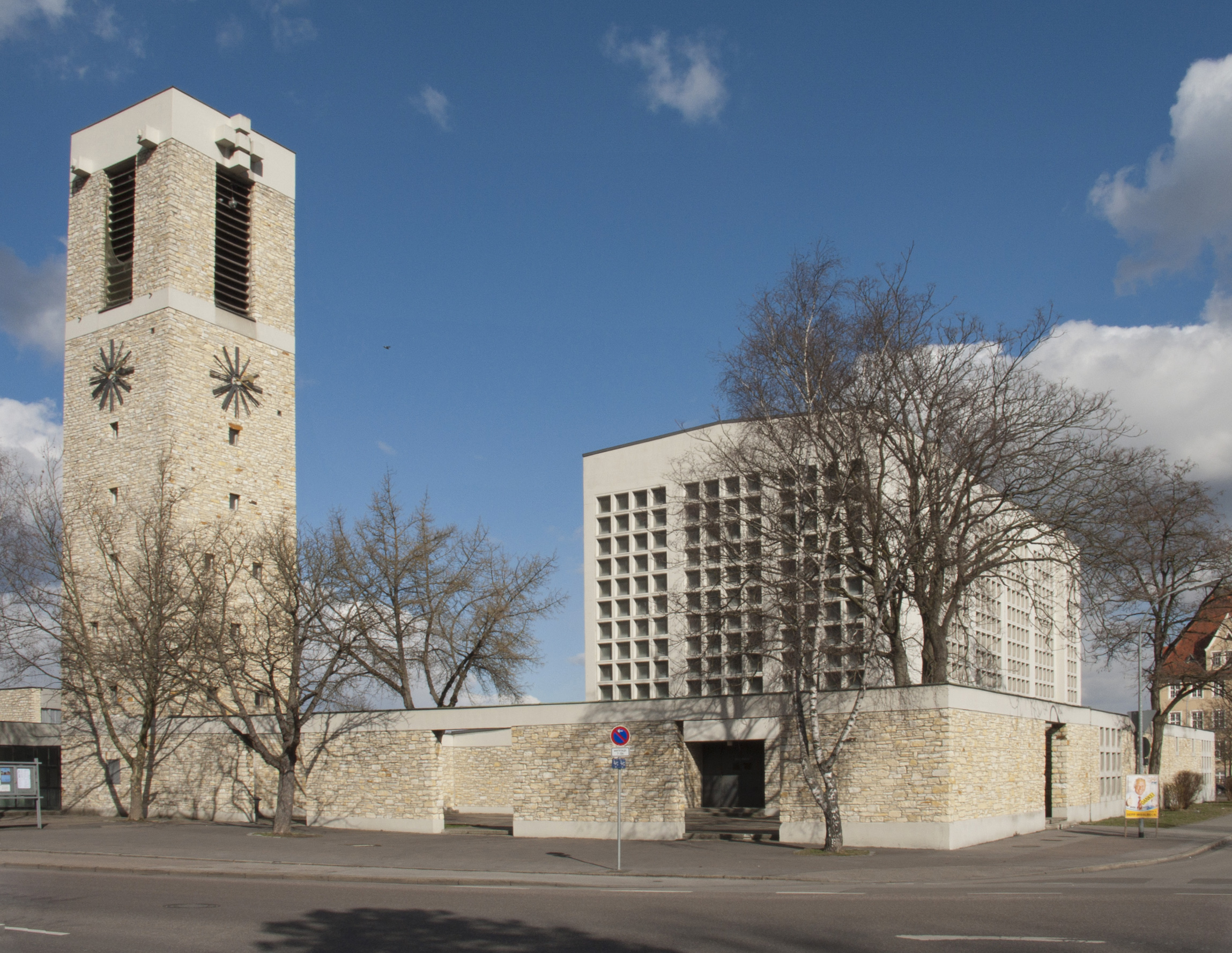
Eingangsseite

Die römisch-katholische Pfarrkirche St. Josef in Ingolstadt ist ein Bau der Nachkriegsmoderne und wurde 1963 nach Plänen von Josef Elfinger errichtet. Der Sakralbau ist unter der Aktennummer D-1-61-000-627 in der Denkmalliste Bayern eingetragen.

## Lage
Die Kirche befindet sich im Nordosten der Altstadt von Ingolstadt an der Ecke Schillerstraße zur Eichendorffstraße.

## Geschichte und Architektur

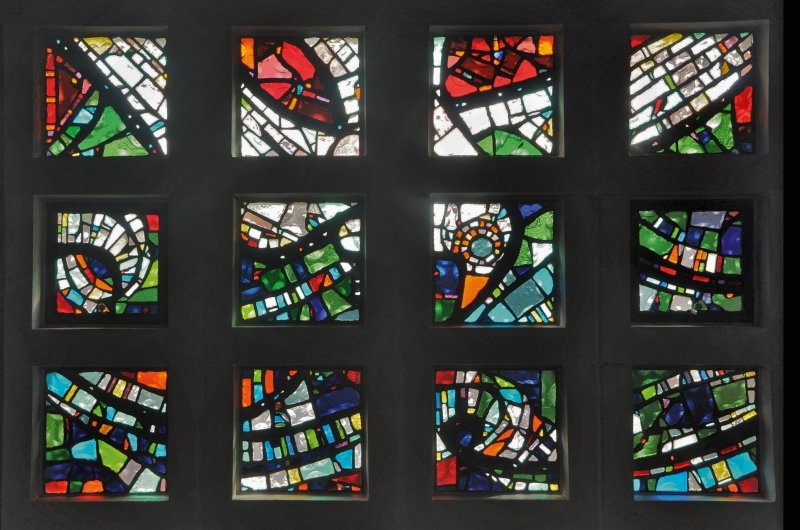
Betonverglasung von Max Wendl

1917 wurde die Notkirche St. Josef an der damaligen Nürnberger Straße (heute Frühlingstraße) errichtet, welche 1921 zur Pfarrkirche erhoben und 1927 erweitert wurde.
Das heutige St.-Josef-Gemeindezentrum, bestehend aus Kirche,  Pfarrhaus, Pfarrbibliothek und Wohnhaus wurde zwischen 1961 und 1963 erbaut. Die Kirche mit ihren Betonständerkonstruktionen ist in Jurakalkstein ausgefacht. Der Kirchenbau besitzt einen basilikalen Querschnitt mit hallenartigem, zwischen zwei Stahlbeton-Rahmenbindern eingespanntem Mittelschiff und zwei niedrigen Seitenschiffen. Der Innenraum des Mittelschiffs wird vom Mosaik an der Chorwand dominiert. Das Atrium ist ein rechteckig ummauerter Raum mit seitlich angeordnetem Kirchturm. Das Pfarrhaus ist über die Sakristei als Zwischenbau an die Kirche angeschlossen. Es handelt sich um einen erdgeschossigen Flachdachbau mit einem Innenhof. Die Pfarrbibliothek ist an der Schillerstraße situiert und bildet mit dem zweigeschossigen Wohnhaus die Abtrennung für den Pfarrhof, der zu einem späteren Datum leider verbaut wurde.

## Ausstattung
Die Verglasungen stammen von Max Wendl. Das 6-stimmige ausgefüllte und erweiterte Cis-Moll-Geläute wurde 1963 von Friedrich Wilhelm Schilling in Heidelberg gegossen. Die Kirche wurde etwa zwei Jahre nach der Grundsteinlegung am 3. Dezember 1961 durch Joseph Schröffer am 1. September 1963 geweiht.

## Orgel
1942 baute Josef Bittner eine pneumatische Orgel mit 18 Registern auf zwei Manualen und Pedal aus Teilen einer Schönle-Orgel (Nachfolge Maerz), welche als Provisorium für die Vorgängerkirche diente und später in die neue Kirche übernommen wurde. 2018 wurde das Instrument nach Radom verkauft.
Die heutige Orgel wurde 2018 von der Orgelbaufirma Klais erbaut. Das rein mechanische Schleifladen-Instrument umfasst 29 Register auf zwei Manualen und Pedal. Die Disposition lautet wie folgt:
| I Hauptwerk C–a3 |                 |     |
| 1.               | Bordun          | 16′ |
| 2.               | Principal       | 8′  |
| 3.               | Seraphonflöte   | 8′  |
| 4.               | Gemshorn        | 8′  |
| 5.               | Octave          | 4′  |
| 6.               | Rohrflöte       | 4′  |
| 7.               | Superoctave     | 2′  |
| 8.               | Mixtur major IV | 2′  |
| 9.               | Trompete        | 8′  |
| 10.              | Clarinette      | 8′  |

| II Schwellwerk C–a3 |                 |        |
| 11.                 | Geigenprincipal | 8′     |
| 12.                 | Salicional      | 8′     |
| 13.                 | Vox coelestis   | 8′     |
| 14.                 | Doppelgedackt   | 8′     |
| 15.                 | Quintatön       | 8′     |
| 16.                 | Traversflöte    | 4′     |
| 17.                 | Fugara          | 4′     |
| 18.                 | Nasard          | 2 ⁄3′  |
| 19.                 | Waldflöte       | 2′     |
| 20.                 | Terz            | 1 3⁄5′ |
| 21.                 | Larigot II      | 1 ⁄3′  |
| 22.                 | Oboe            | 8′     |
|                     | Tremulant       |        |

| Pedal C–f1 |             |     |
| 23.        | Principal   | 16′ |
| 24.        | Subbass     | 16′ |
| 25.        | Octavbass   | 8′  |
| 26.        | Gedecktbass | 8′  |
| 27.        | Superoctave | 4′  |
| 28.        | Posaune     | 16′ |
| 29.        | Trompete    | 8′  |

- Koppeln: II/I, I/P, II/P

Suboktavkoppel: II/II (durchkoppelnd)
Superoktavkoppel: II/II (durchkoppelnd), II/P

## Denkmal
Das Ensemble aus Kirche, Pfarrhaus, Pfarrbibliothek und Wohnhaus steht unter Denkmalschutz und ist im Denkmalatlas des Bayerischen Landesamtes für Denkmalpflege und in der Liste der Baudenkmäler in Ingolstadt eingetragen.